# Asaltar los cielos
Asaltar los cielos es una película documental española de 1996 dirigida por José Luis López-Linares y Javier Rioyo Jambrina, autores también del guion. La música era de Alberto Iglesias. El documental muestra las motivaciones y cómo fue asesinado Lev Trotski por Ramón Mercader, reconstruida con documentos inéditos así como el destino de este después del asesinato.
Este documental supuso en España un punto de inflexión del género documental porque supuso una revolución del formato documental introduciendo el estilo de divulgación dramática, con un esquema narrativo similar al del cine de ficción.

## Argumento
El documental comienza en agosto de 1940 en Coyoacán, a las afueras de México, donde un hombre joven saca un piolet del impermeable y mata de un golpe en el cráneo un anciano sentado en el despacho que estaba leyendo un artículo. El grito del anciano herido perseguirá al asesino el resto de la vida. El hombre asesinado era Trotski, uno de los líderes de la revolución rusa y enemigo de Iósif Stalin, que lo condenó al exilio y lo puso en el punto de mira. El asesino se hace llamar Jacques Monard, pero en realidad se llama Ramón Mercader, hijo de un empresario catalán y de la agente soviética Caridad del Río, comunista convencido convertido en agente del KGB que creía que esta acción lo convertiría en un héroe. En cambio, sin embargo, vivirá su propio infierno. Condenado a prisión, perdió la identidad y será olvidado por todos, de tal manera que morirá con el nombre de otro. Aunque nunca recibió honores, nunca se mostró arrepentimiento.

## Nominaciones y premios
- Fue galardonada con uno de los Premios Ondas 1997 especial del cine.[4]
- Fue nominada al Goya al mejor montaje (Pablo Blanco Somoza y Fidel Collados).[5]
- Premio especial Turia (1997)
- Premio especial del Jurado en el Festival de Cine de Bogotá